# Marie Luise Wilckens

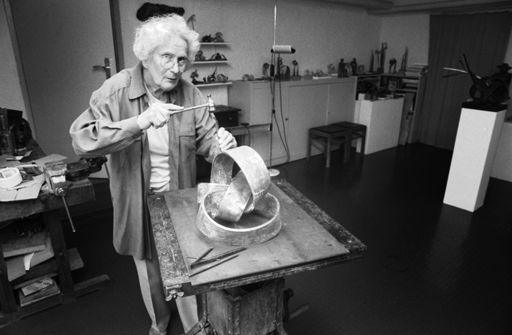
Marie Luise Wilckens in ihrem Atelier

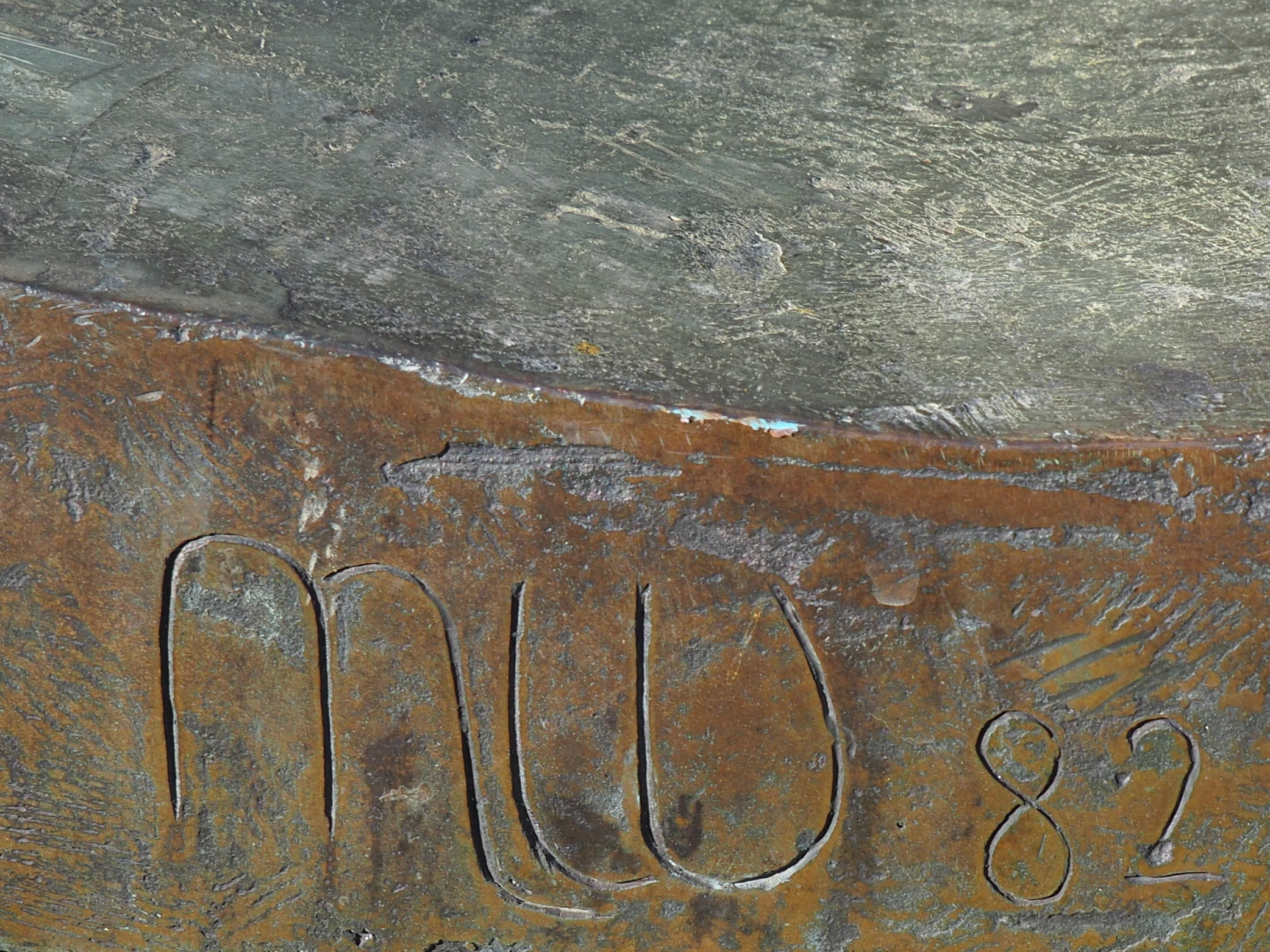
Signatur der Künstlerin

Marie Luise Wilckens (* 6. April 1908 in Bremen; † 25. April 2001 in Gräfelfing) war eine deutsche Bildhauerin.

## Leben

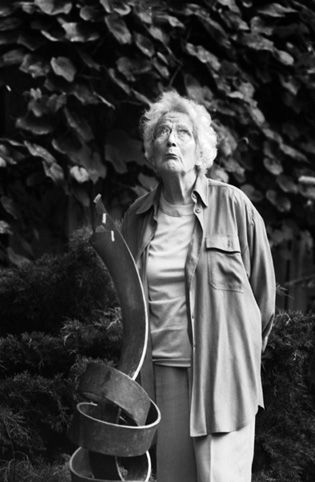
Marie Luise Wilckens (1993) mit einem für sie typischen Spiralobjekt

Marie Luise Wilckens war eine Tochter von Hugo Wilckens und Auguste Wilckens, geb, Gaertner. Sie wuchs in Bremen auf. Die Familie, Eigentümer einer Möbelfabrik, schätzte zwar ihre künstlerische Begabung, sah aber für ihre Tochter eine Universitätslaufbahn vor. Sie begann daher 1928 nach ihrem Abitur und einem Semester Studium in Göttingen ein Architekturstudium an der Technischen Hochschule in München und trat nach kurzer Zeit 1929 gegen den Willen ihrer Eltern in die Bildhauerklasse von Bernhard Bleeker an der Münchner Kunstakademie ein. Bald darauf wurde sie seine Meisterschülerin. Nach dem Tod des Vaters kehrte sie nach Bremen zurück, arbeitete dort 1931 zeitweise in der väterlichen Fabrik, welche ihr Bruder übernahm und weiterführte. Im gleichen Jahr war die mit Porträtstudien bei einer Kunstausstellung im Deutschen Museum vertreten. Ab 1932 war sie bis zu ihrem Lebensende bei der jährlichen Ausstellung im Haus der Kunst vertreten. Große Unterstützung auf ihrem Weg zur künstlerischen Lebensaufgabe erhielt sie von ihrem Künstlerkollegen Jo Burke, alias Josef Franz Huber (10. September 1889–27. November 1967). 1933 wurde Wilckens Mitglied der GEDOK. Dort war sie später auch im Vorstand und als Jurorin tätig.
Am 22. März 1937 heiratete sie den Maler Jo Burke. Das Ehepaar ließ sich in Schwabing mit Wohnung und Werkstatt in der Hohenzollernstraße nieder. Das Künstlerpaar pflegte intensiv einen großen Freundeskreis. 1939 erhielt sie ein Reisestipendium von der Münchner Akademie und bereiste daraufhin zahlreiche Städte in Italien.  Am 31. Dezember 1944 wurde ihr gemeinsames Schwabinger Atelier ausgebombt. Sämtliche darin aufbewahrten Arbeiten gingen dabei verloren. Das Ehepaar wohnte danach in Planegg. Am 31. Dezember 1944 wurde ihre Tochter Cordula geboren.
1946 bezog die Familie wieder eine Münchner Wohnung in der Birkenfeldstraße 2/III. Marie Luise Wilckens konnte ein Atelier in dem Atelierhaus, Amalienstraße 81 mieten, in dem sie 25 Jahre lang tätig war. In dieser Zeit beschäftigte sie sich mit asiatischer Philosophie. Eine weitere inspirative Quelle ihres Schaffens waren die Schriften von Martin Buber. In der zweiten Hälfte der 1950er Jahre entstanden zahlreiche Kleinplastiken. Sie nannte sie ihre Nachttagebücher.
Ab 1969 lebte und arbeitete Marie-Luise Wilckens in Gräfelfing und schuf hier vorwiegend Bronzearbeiten. In den 1970er Jahren unternahm sie weite Reisen, die sie zu ihrem weiteren Schaffen inspirierten. Viele ihrer Werke befinden sich im öffentlichen Raum, in Kirchen sowie in Museen und Privatsammlungen.

## Werk
Ihre künstlerische Aussage veränderte sich in konsequenten Schritten: Von der traditionellen, gegenständlichen Kunst zu Beginn ihres Schaffens bis hin zu gänzlich abstrakten Formen ihrer in Bronze gegossenen Spiralbänder in den späteren Jahren.

„Gespiegelt in ihrem Leben, vollziehen sich auch für sie selbst Umbrüche und Wandlungen. In ihrem Werk findet sich eine feinsinnige Innerlichkeit, die dem Ausdruck ihrer ständigen Suche nach geistiger Weiterentwicklung entspricht.“

## Arbeiten (Auswahl)
- Christusfigur in St. Matthäus in Regensburg (1959)
- Archimedes, Fürstenrieder Straße 159, München (1962)
- Figur Johannes der Täufer (1963) und Altarkreuz (1979) in der Kirche Horstedt[3]
- Spirale vor dem Eingang des Gräfelfinger Rathauses (1982)
- Der einziehende Heiland/Der Adventskönig, Bahnhofstraße 7 in Straubing[4]
- Altargestaltung in der Andreaskirche in Schildgen
- Brunnen Loristraße 6, München

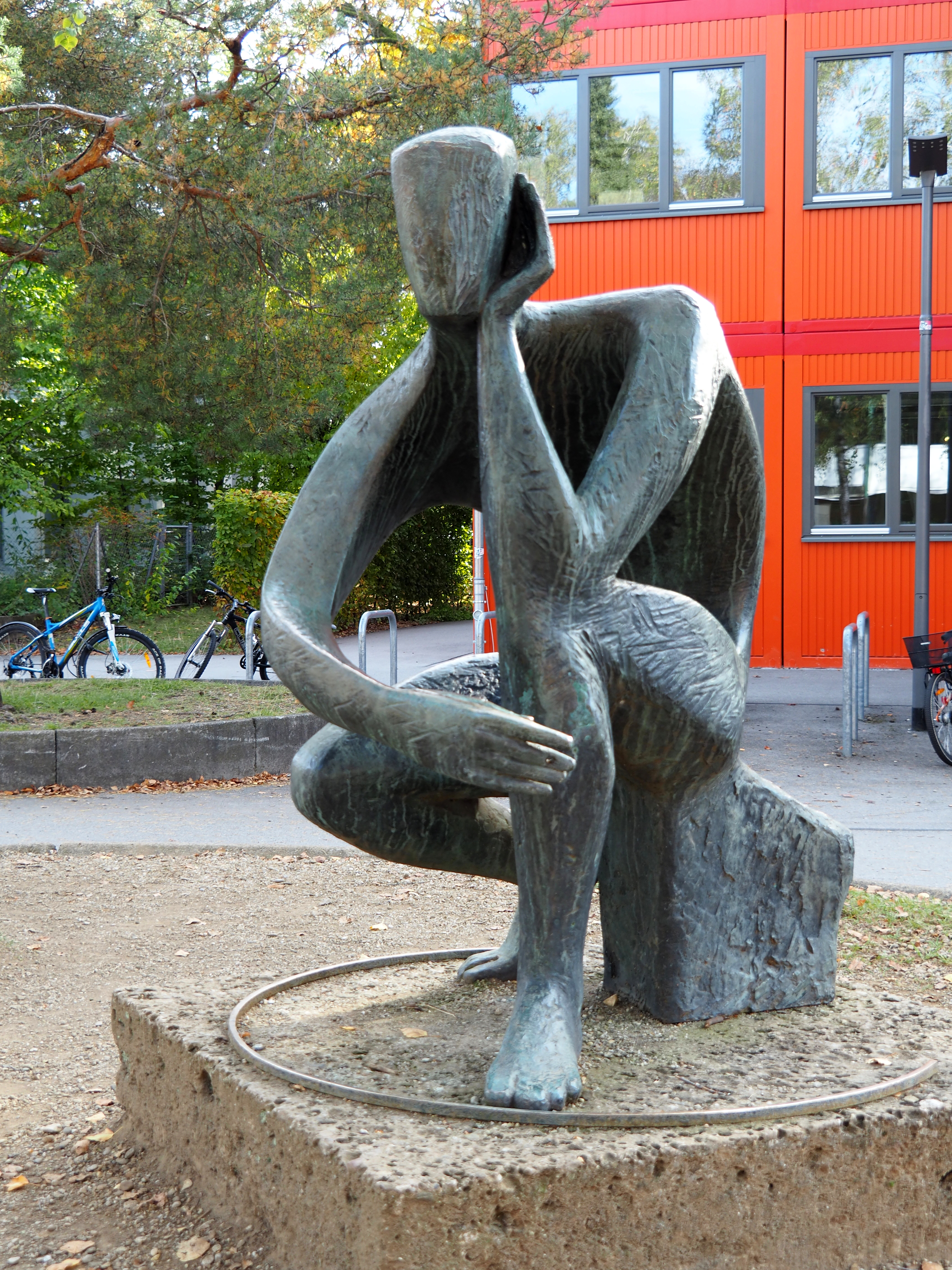
Archimedes
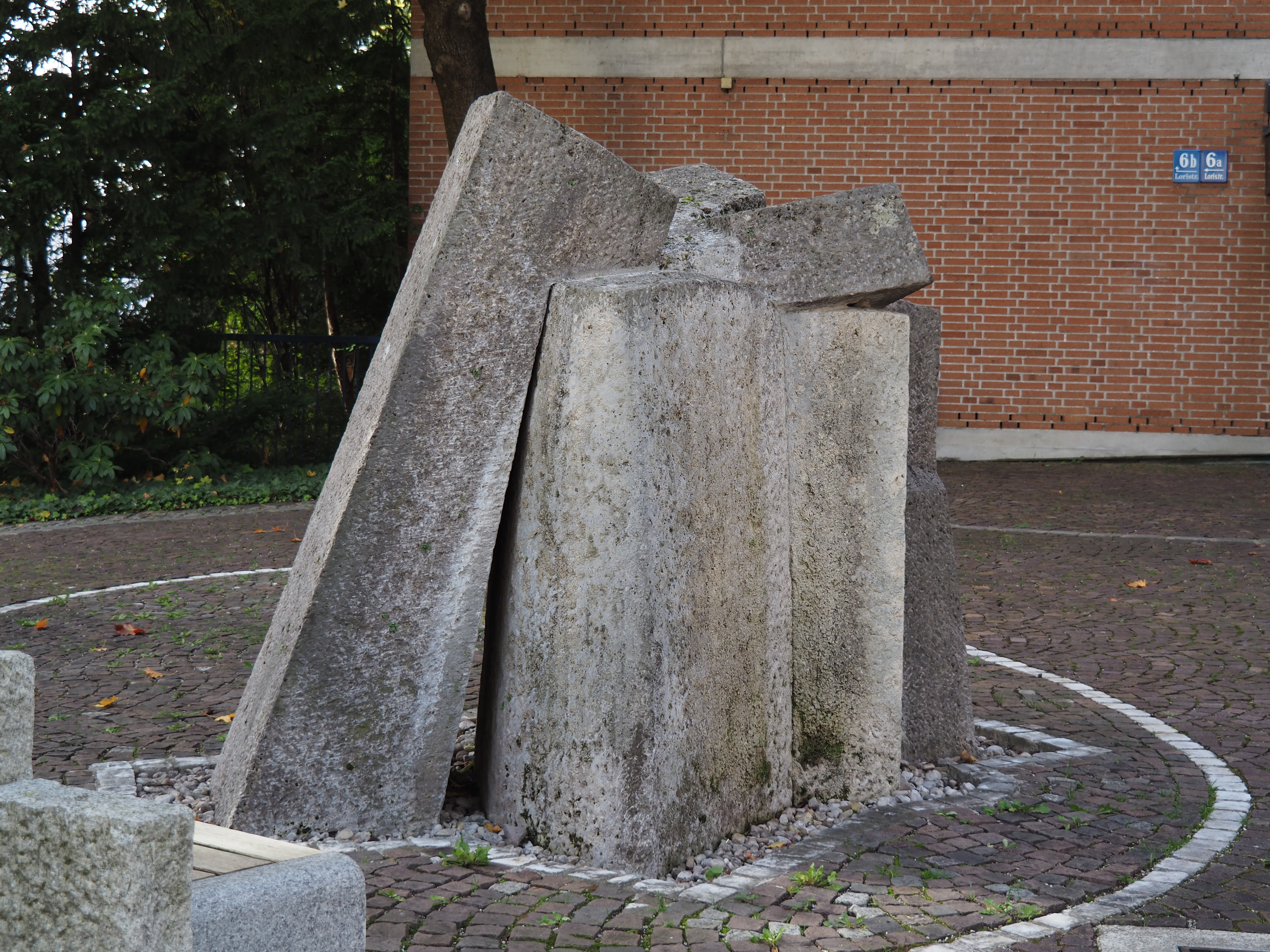
Brunnen, Loristraße
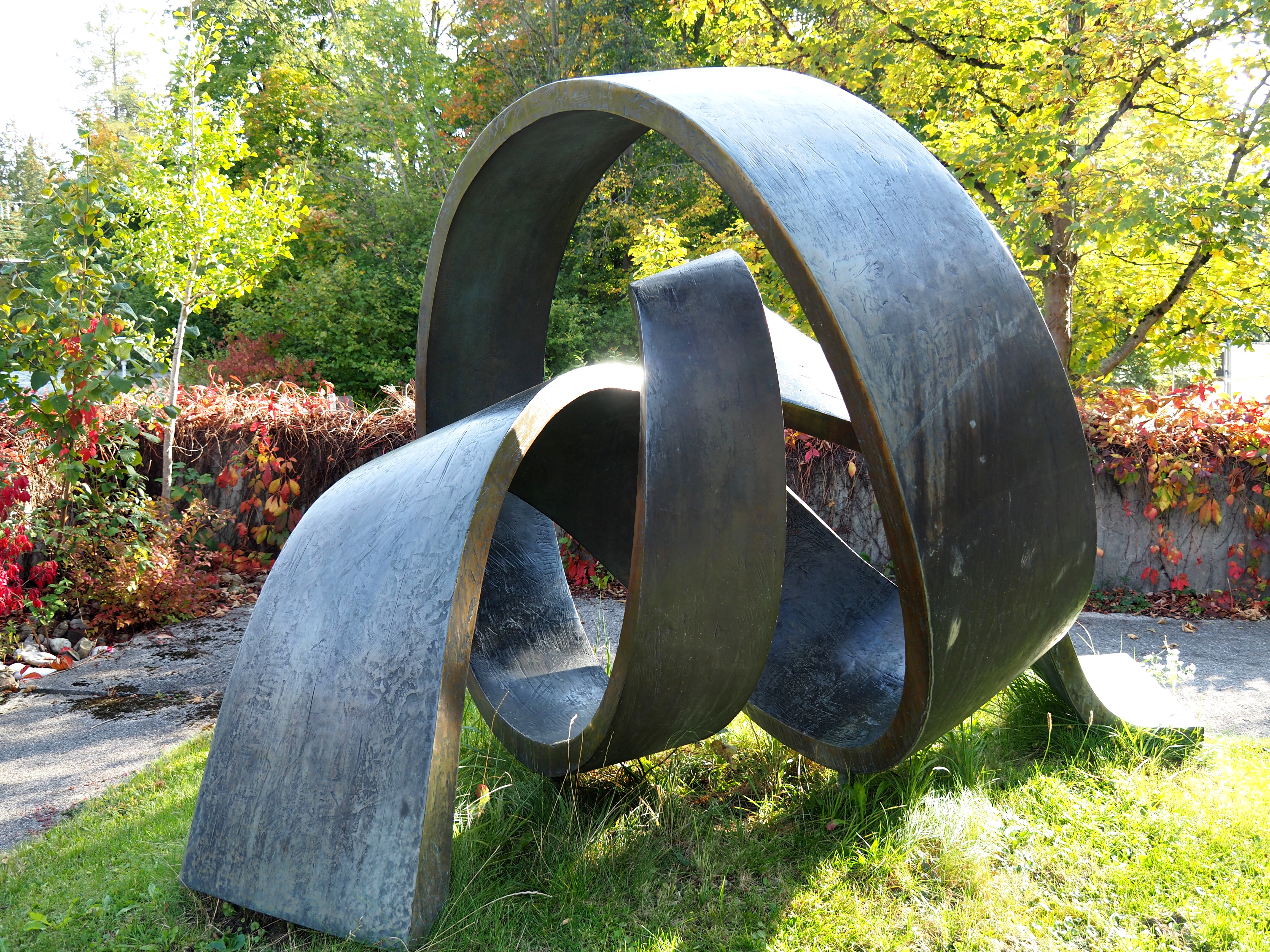
Spirale, Gräfelfing

## Ausstellungen (Auswahl)
- Große Deutsche Kunstausstellung 1937–1942[5]
- Junge Kunst im Deutschen Reich, 1943
- Einzelausstellung der Siemens AG in München 1965
- Große Kunstausstellung, Haus der Kunst, München 1987, 1988, 1990, 1992
- Stadtmuseum Deggendorf 1996

## Auszeichnungen
- 1986: Schwabinger Kunstpreis (Plastik/Bildhauerei)